# William Paterson (bankir)
William Paterson, född 1658, död 22 juni 1719, var en skotsk finansman och ekonomisk författare.
Paterson var skotte men flyttade tidigt till England på grund av religiösa förföljelser och därifrån vidare till Västindien, där han skapade sig en stor förmögenhet. Paterson uppehöll sig därefter i olika västeuropeiska finanscentrum. Han blev en av sin samtid mest betydelsefulla ekonomiska författare. Paterson är en typisk representant för de så kallade projektmakarna. Hans första stora plan var det så kallade Darienprojektet, ett storartat förslag till en organiserad transitohandel över Panamanäset. Efter att förgäves ha arbetat för det i London, Hamburg, Amsterdam och Berlin, gjorde det skotska Darienkompaniet ett misslyckat försök att realisera detsamma. Patersons stora insats var grundandet av det av samtiden som ytterst äventyrligt betraktade företaget Bank of England. Efter starkt motstånd lyckades han grunda denna bank 1694 men avkopplade snart från dess ledning. Från 1701 verkade han åter i London som finansiell rådgivare åt regeringen, framför allt i problem rörande förbindelsen mellan England och Skottland. Ett tjugotal ekonomiska skrifter tillskrivs Paterson. Hans samlade Works utgavs 1859.